# Cserbenhagyás (film, 2007)
A Cserbenhagyás (eredeti cím: Reservation Road) 2007-ben bemutatott amerikai bűnügyi filmdráma, melyet Terry George írt és rendezett, John Burnham Schwartz 1998-ban publikált, Reservation Road című regénye alapján (Schwartz forgatókönyvíróként is közreműködött a film elkészítésében). A főszerepben Joaquin Phoenix, Mark Ruffalo és Jennifer Connelly látható.
Bemutatója a 2007-es Torontói Nemzetközi Filmfesztiválon volt szeptember 13-án. Észak-Amerikában korlátozott számú mozi tűzte műsorára 2007. október 19-én a Focus Features forgalmazásában, Magyarországon 2008. január 24-étől mutatta be a Fórum Hungary.

## Cselekmény
Az ügyvéd Dwight Arno véletlenül elgázolja Ethan Learner fiát. Kétségbeesésében igyekszik eltüntetni minden a bűnösségére utaló nyomot. Ethan, felesége és lánya nehezen dolgozzák fel veszteségüket. Az apa bosszúért kiált. Ügyvédet keres, akit azonban talál, az nem más, mint Dwight.

## Szereplők
| Színész           | Szerep         | Magyar hang   |
| ----------------- | -------------- | ------------- |
| Joaquin Phoenix   | Ethan Learner  | Fekete Ernő   |
| Mark Ruffalo      | Dwight Arno    | Kaszás Gergő  |
| Jennifer Connelly | Grace Learner  | Gubás Gabi    |
| Mira Sorvino      | Ruth Wheldon   | Pálfi Katalin |
| Elle Fanning      | Emma Learner   | Nagy Katica   |
| Sean Curley       | Josh           | Timon Barna   |
| Antoni Corone     | Burke őrmester | Epres Attila  |

## A film készítése
A filmet a Connecticut államban található Stamfordban vették fel 2006 őszén. A forgatási helyszínek között szerepelt többek között a Cove Island Park és a bristoli Lake Compounce Amusement Park.

## Fogadtatás

### Bevételi adatok
A 2007. október 19-én bemutatott film a nyitóhétvégén 36 269 amerikai dolláros bevételt hozott. Észak-Amerikában 121 994, míg a többi országban 1 661 232 amerikai dollárt termelt, összebevétele így 1 783 226 dollár lett.

### Kritikai visszhang
A filmet a kritikusok közepesre értékelték. A Metacritic weboldalon huszonkilenc kritika alapján 100-ből 46 pontot kapott. A Rotten Tomatoes száztizenhárom kritikus véleményét összegezve 38%-ra értékelte, az alábbi szöveges összefoglalóval: „Bár a színészi alakítások rendben vannak, a »Cserbenhagyás« hamar érzelgős hangnemet vesz fel, mindezt nagyon valószerűtlen cselekményfordulatokkal.”

## Fordítás
- Ez a szócikk részben vagy egészben  a   Reservation Road című angol Wikipédia-szócikk fordításán alapul.  Az eredeti cikk szerkesztőit annak laptörténete sorolja fel. Ez a jelzés csupán a megfogalmazás eredetét és a szerzői jogokat jelzi, nem szolgál a cikkben szereplő információk forrásmegjelöléseként.